# Opacitet (optika)
Opacitet je mjera neprobojnosti (impenetrabilnosti) elektromagnetskog ili drugih vrsta zračenja (radijacije), pogotovo vidljive svjetlosti. Kod radijativnog prenosa, opisuje upijanje (apsorpciju) i rasipanje (rasijanje) zračenja kod prenosnog medijuma, kao što je plazma, dielektrik, zaštitni materijal, staklo i sl. Neprovidan ili neproziran (engl. opaque) objekat u smislu opaciteta nije ni transparentan (providan tako da sva svjetlost može da prođe) ni translucentan (providan tako da nešto svjetlosti može da prođe, poluprovidan). Kada svjetlost padne na međuprostor između dvije supstancije, uopšteno govoreći dio se odbija (reflektuje), dio upija (apsorbuje), dio rasipa (rasijava), a ostatak transmituje; takođe pogledajte prelamanje svjetlosti. Odbijanje može da bude difuzno (npr. odbijanje svjetlosti od bijeli zid) i spekularno/pravilno (npr. odbijanje svjetlosti od ogledalo). Supstancija koja je neprovidna kada se govori o opacitetu ne transmituje nimalo svjetlosti, pa stoga odbija, rasipa ili upija svu svjetlost. I ogledala i biljni ugalj (ili čađ) neprovidni su u smislu opaciteta. Opacitet zavisi od frekvencije svjetlosti koja se razmatra. Na primjer, neke vrste stakla koje su providne u vidljivom spektru veoma su neprovidne za ultraljubičastu svjetlost. Još ekstremnija zavisnost od frekvencije se može primijetiti kod apsorpcionih linija hladnih gasova. Opacitet se može kvantifikovati na više načina; primjer su matematički opisi opaciteta.
Različiti procesi mogu da dovedu do opaciteta, uključujući apsorpciju, refleksiju i rasijanje.

## Radiopacitet
Radiopacitet ili rendgenoprozračnost prvenstveno se koristi za opis opaciteta X-zraka. U modernoj medicini, radioguste supstancije su one koje ne propuštaju X-zrake ili slično zračenje da prođe kroz njih. Radiografsko (rendgenografsko) snimanje je doživjelo revoluciju uvođenjem kontrastnog medijuma, koji može da se nađe u krvotoku, gastrointestinalnom traktu ili u cerebrospinalnoj tekućini, i koristi se za označavanje  i rendgenskih snimaka. Radiopacitet je jedan od ključnih elemenata u dizajnu vodilica, premosnica ili stentova koji se koriste tokom radiološke intervencije. Radiopacitet određenog endovaskularnog uređaja je važan jer omogućava praćenje uređaja tokom interventne procedure.

## Kvantitativna definicija
Riječi „providnost” i „providan” često se koriste kao kolokvijalni termini za objekte ili medijume sa iznad opisanim svojstvima. Međutim, takođe postoji specifična, kvantitativna definicija „opaciteta”, koji se pominje u astronomiji, fizici plazme i drugim poljima, o čemu se ovde govori.
U ovoj stručnoj upotrebi, „opacitet” je drugi termin za koeficijent masene atenuacije (ili, u zavisnosti od konteksta, koeficijent masene apsorpcije; razlika je opisana ovdje) {\displaystyle \kappa _{\nu }} na određenoj frekvenciji {\displaystyle \nu } elektromagnetskog zračenja.
Preciznije, ako zraka svjetlosti s frekvencijom {\displaystyle \nu } putuje kroz medijum opaciteta {\displaystyle \kappa _{\nu }} i masene gustine {\displaystyle \rho } (oboje konstantno), tada će intenzitet biti smanjem na putu {\displaystyle x} prema formuli:
{\displaystyle I(x)=I_{0}e^{-\kappa _{\nu }\rho x}},
gdje je:
- {\displaystyle x} — put koji svjetlost prijeđe kroz medijum,
- {\displaystyle I(x)} — intenzitet svjetlosti preostale nakon puta {\displaystyle x},
- {\displaystyle I_{0}} — početni intenzitet svjetlosti, na {\displaystyle x=0}.

Za dati medijum na datoj frekvenciji, opacitet ima numeričku vrijednost koja može da bude u intervalu od 0 do beskonačno, sa jedinicom [dužina]2/[masa].
Opacitet u radu o zagađenosti vazduha odnosi se na procenat blokirane svjetlosti a ne na koeficijent atenuacije (od. koeficijent ekstinkcije) i varira od 0% blokirane svjetlosti do 100% blokirane svjetlosti:
{\displaystyle opacitet=100\ \%\left(1-{\frac {I(x)}{I_{0}}}\right)}.

### Plankov i Roselandov opacitet
Običaj je da se definiše prosječni opacitet, izračunat korišćenjem određene šeme za ponderisanje. Plankov opacitet koristi normalizovanu Plankovu distribuciju gustine energije zračenja crnog tijela, {\displaystyle B_{\nu }(T)}, kao funkciju ponderisanja, a prosek {\displaystyle \kappa _{\nu }} se dobija direktno:
{\displaystyle \kappa _{Pl}={\int _{0}^{\infty }\kappa _{\nu }B_{\nu }(T)d\nu  \over \int _{0}^{\infty }B_{\nu }(T)d\nu }={\Big (}{\pi  \over \sigma T^{4}}{\Big )}\int _{0}^{\infty }\kappa _{\nu }B_{\nu }(T)d\nu },
gdje je {\displaystyle \sigma } Stefan—Bolcmanova konstanta.
Roselandov opacitet (eponim Svajn Roseland), s druge strane, koristi temperaturni derivativ Plankove distribucije, {\displaystyle u(\nu ,T)=\partial B_{\nu }(T)/\partial T}, kao funkciju ponderisanja, a prosek {\displaystyle \kappa _{\nu }^{-1}} se dobija kao:
{\displaystyle {\frac {1}{\kappa }}={\frac {\int _{0}^{\infty }\kappa _{\nu }^{-1}u(\nu ,T)d\nu }{\int _{0}^{\infty }u(\nu ,T)d\nu }}}.
Srednji slobodni put fotona je {\displaystyle \lambda _{\nu }=(\kappa _{\nu }\rho )^{-1}}. Roselandov opacitet se izvodi u difuzionoj aproksimaciji za jednačinu radijativnog prenosa. Validan je kad god je polje zračenja izotropsko na udaljenostima koje se mogu porediti sa ili su manje od srednjeg slobodnog puta zračenja, kao što je to u lokalnom termalnom ekvilibrijumu.
U praksi, srednji opacitet za Tomsonovo elektronsko rasijanje je:
{\displaystyle \kappa _{\rm {es}}=0,20(1+X){\rm {\,cm}}^{2}{\rm {\,g}}^{-1}},
gdje je {\displaystyle X} masena frakcija vodonika.
Za nerelativističko termalno zakočno zračenje (bremsštralung), ili fri-fri prijelaze, pretpostavljajući metaličnost, vrijedi:
{\displaystyle \kappa _{\rm {ff}}(\rho ,T)=0,64\times 10^{23}(\rho [{\rm {g}}~{\rm {\,cm}}^{-3}])(T[{\rm {K}}])^{-7/2}{\rm {\,cm}}^{2}{\rm {\,g}}^{-1}}.
Roselandov srednji koeficijent atenuacije je:
{\displaystyle {\frac {1}{\kappa }}={\frac {\int _{0}^{\infty }(\kappa _{\nu ,{\rm {es}}}+\kappa _{\nu ,{\rm {ff}}})^{-1}u(\nu ,T)d\nu }{\int _{0}^{\infty }u(\nu ,T)d\nu }}}.